# Palacio consistorial de Morley
 
El palacio consistorial de Morley es un edificio municipal en Morley, West Yorkshire, Inglaterra que alberga Ayuntamiento de Morley y es un edificio catalogado de Grado I.

## Historia
Anteriormente, la junta local de salud de Morley se había reunido en una habitación de un edificio en Queen Street. Después de que la ciudad obtuviera el estatus de municipio en 1885, el primer alcalde de Morley, Joseph Schofield, realizó un concurso de diseño para un nuevo ayuntamiento: se presentaron 73 propuestas. La competencia fue ganada por Henry Holtom y George Arthur Fox de Dewsbury con un diseño de estilo neoclásico. Tom Clough, el entonces alcalde de Morley, colocó la primera piedra el 8 de octubre de 1892. La construcción costó más de £ 41,000 y presentaba una columnata con un friso romano en el frontón y una cúpula de 160 pies de altura. En abril de 1995 se instaló un reloj, conocido como "Reloj Sam Rhodes" y que lleva el nombre del concejal Sam Rhodes, presidente del Comité del Ayuntamiento. Fue inaugurado oficialmente por HH Asquith MP (nacido en Morley ) el 16 de octubre de 1895.
Ellen Mary Rope pintó tres altos bajorrelieves ("Fe", "Esperanza" y "Caridad"), en lo alto del estrado del Alexandra Hall en otoño de 1895.
La reina Isabel II, acompañada por el duque de Edimburgo, visitó el edificio y tomó un café con los líderes cívicos el 28 de octubre de 1954.
En la mañana del 18 de agosto de 1961, se produjo un incendio en el cercano Albert Mills que, antes de la demolición, se utilizaba para almacenar papel. Mientras el molino ardía, chispas y papel en llamas volaron contra la cúpula del ayuntamiento y prendieron fuego a su construcción de madera. En dos horas, la cúpula quedó destruida y el reloj quedó fuera de servicio. La restauración se completó el 14 de diciembre de 1962. Era la sede del distrito municipal de Morley, pero dejó de ser la sede del gobierno local cuando se formó el Ayuntamiento de Leeds ampliado en 1974. En cambio, se convirtió en el lugar de reunión del Ayuntamiento de Morley.
Fue sede de varios conciertos y películas: Grimethorpe Colliery Band grabó uno de sus álbumes "Brass From The Masters" en el ayuntamiento en 1999 y el programa de ITV Emmerdale usó tanto para el interior como para el exterior en la primavera de 2007.